# Olecka Izba Historyczna w Olecku
Olecka Izba Historyczna w Olecku – muzeum z siedzibą w Olecku. Placówka jest miejską jednostką organizacyjną, działającą w ramach Regionalnego Ośrodka Kultury w Olecku "Mazury Garbate". Izba mieści się w budynku Ośrodka, na drugim piętrze.
Izba została otwarta 24 lipca 2010 roku, a jej pierwszą siedzibą były pomieszczenia w budynku przy Pl. Wolności 1. Od początku działalności prezentowana jest wystawa stała pt. "450 lat historii Olecka". Wchodzące w jej skład eksponaty ukazują historię miasta, począwszy od lokacji w 1560 roku po lata współczesne. Na wystawie prezentowane są m.in. dawne dokumenty, wydawnictwa i mapy, zdjęcia i pocztówki oraz inne pamiątki, związane m.in. z budową kolei, plebiscytem 1920 roku, okresem II wojny światowej oraz akcją osadniczą na Ziemiach Odzyskanych. Ponadto część wystawy poświęcona jest wybitnym mieszkańcom Olecka, m.in. Janowi Karolowi Sembrzyckiemu, Ernstowi Jägerowi oraz Grażynie Dobreńko.
Muzeum jest placówką całoroczną, czynną w czwartki i piątki, natomiast w pozostałe dni - po uprzednim uzgodnieniu. Poza działalnością wystawienniczą Izba pełni funkcję placówki animacji kultury, organizując m.in. spotkania, promocje książek oraz pokazy filmowe.